# Pietro Paolo Quintavalle
Pietro Paolo Quintavalle (Campli, ... – Cittaducale, 1626) è stato un vescovo cattolico e giurista italiano.

## Biografia
Giureconsulto abruzzese, fu  professore di lettere a Bologna e in seguito vescovo di Cittaducale.
Fu autore delle seguenti orazioni: Oratio de circuncisione dominica sub Clemente VIII pont. max. ad amplissimos S. R. E. cardinales in sacello Vaticano habita ipso die kal. Ian. anno MDXCVIII (ex typographia Bartholomaei Bonfadini, 1598); Oratio habita Bononiae die XII nouembris MDXXCVI (Bononiae: apud Io. Rossium, 1586); Oratio in funere Philippi Catholici Hispaniarum, et Indiarum regis II (Romae: ex typographia Nicolai Mutij, 1599).
Come vescovo di Cittaducale ampliò la cattedrale con l'aggiunta della navata sinistra, che commissionò a Pietro da Cortona; diede unità agli alloggi dell'isolato di Santa Maria, costruendo nel 1623 il palazzo vescovile; nel 1613 ampliò la chiesa di Santa Maria in Vittorino; nel 1620 restaurò l'antica chiesa romanica di Santa Maria di Sesto, e vi fece porre la lapide con l'iscrizione che definisce il luogo come centro d'Italia, in memoria dell'epiteto varroniano di Umbilicus Italiae (Basilica Sanctae Mariae de Sexto in Umbilico Italiae).

## Genealogia episcopale
La genealogia episcopale è:
- Cardinale Bonifazio Bevilacqua Aldobrandini
- Vescovo Pietro Paolo Quintavalle